# Tomorricë
Tomorricë är ett vattendrag i Albanien.   Det ligger i prefekturen Qarku i Beratit, i den centrala delen av landet, 80 km söder om huvudstaden Tirana.
Trakten runt Tomorricë består till största delen av jordbruksmark. Runt Tomorricë är det ganska tätbefolkat, med 160 invånare per kvadratkilometer.